# Радован Дамјановић
Радован Дамјановић (Београд, 19. август 1957) српски је псеудоисторичар, публициста и бивши средњошколски професор. Заговорник је псеудоисторијске хипотезе о пореклу Срба.

## Биографија
Дипломирао је историју на Филозофском факултету Универзитета у Београду. Радио је као професор историје у средњим школама у Београду.
Тридесет година бави се различитим темама српске псеудоисторије и псеудолингвистике.
Аутор је књиге Српско-српски речник издате у више издања, емисије „Српско-српски речник” на београдској телевизији Арт, и монографије Жрнов, српски Авалон.
Живи и ради у Београду.

## Дела
- Српско-српски речник - Прва свеска
- Жрнов, српски Авалон
- Српско српски речник - Друга свеска
- Српско српски речник - Трећа свеска
- Римљани словенствујући
- Кула краља Милутина